# Christoph Schumann (Politikwissenschaftler)
Christoph Schumann (* 25. April 1969 in München; † 1. September 2013) war ein deutscher Politikwissenschaftler.

## Karriere
Nach dem Abitur am Ernst-Mach-Gymnasium Haar im Jahr 1988 und seiner Zeit als Zivildienstleistender in München studierte Schumann von 1993 bis 1996 Geschichte, Politischen Wissenschaft und Islamwissenschaft an der Julius-Maximilians-Universität Würzburg. Seine Promotionsarbeit mit dem Titel „Radikalnationalismus in Syrien und Libanon. Politische Sozialisation und Elitenbildung, 1930–1958“ schloss er im Juli 2000 ab.
Schumann war von 2007 bis 2009 Assistenzprofessor am Institut für Islamwissenschaft und Neuere Orientalische Philologie der Universität Bern. Von Februar 2009 bis zu seinem Tod war er Professor für Politik und Zeitgeschichte des Nahen Ostens am Institut für Politische Wissenschaft der Universität Erlangen-Nürnberg, wo er bereits von 2000 bis 2007 als Wissenschaftlicher Assistent gearbeitet hatte.

## Christoph-Schumann-Gedächtnispreis
Im Andenken an Christoph Schumann vergibt die Philosophische Fakultät und Fachbereich Theologie der Universität Erlangen-Nürnberg seit 2015 im zweijährlichen Turnus den Christoph-Schumann-Gedächtnispreis für besonders herausragende Abschlussarbeiten im Bereich der gegenwartsbezogenen Orientforschung.